# Bride (Isola di Man)
Bride è una parrocchia dell'Isola di Man situata nello sheading di Ayre con 401 abitanti (censimento 2011).
È ubicato nella parte settentrionale dell'isola a circa 30 chilometri dalla costa scozzese del Galloway.